# Paolo Stoppa
Paolo Stoppa (Roma, 6 de junho de 1906 — Roma, 1 de maio e 1988) foi um célebre ator italiano de teatro e cinema, e dublador. Atuou em mais de 190 filmes durante as décadas de 30 e 80 do século XX, incluindo Rocco e Seus Irmãos e O Leopardo, de Luchino Visconti; e Miracolo a Milano e O Ouro de Nápoles, de Vittorio De Sica.